# Denise de Casabianca
Pour les articles homonymes, voir Casabianca.
Denise de Casabianca, de son vrai nom Denise Marie de Casabianca, est une monteuse française, née le 1er août 1931 à Paris et morte le 1er décembre 2020 à Ivry-sur-Seine.

## Biographie
Elle débute en 1955 en qualité d'assistante monteuse du film  Du rififi chez les hommes de Jules Dassin
Denise de Casabianca a été notamment la monteuse de Jacques Rivette, et de Jean Eustache pour La Maman et la putain et de six films de Barbet Schroeder. 
Fille de Louis de Casabianca, elle a été l'épouse d'Alain Cavalier avec qui elle a eu une fille, l'actrice et réalisatrice Camille de Casabianca.

## Filmographie
- 1956 : Le Coup du berger de Jacques Rivette
- 1957 : Le Bel Indifférent de Jacques Demy
- 1957 : Appelez le 17
- 1958 : Philippe (court métrage) d'Édouard Molinaro
- 1958 : Un Américain, court métrage d'Alain Cavalier
- 1960 : Paris nous appartient de Jacques Rivette
- 1961 : La Proie pour l'ombre de Alexandre Astruc
- 1961 : Un nommé La Rocca de Jean Becker
- 1962 : Montagnes magiques
- 1962 : La Rivière du hibou de Robert Enrico
- 1963 : La Meule de René Allio
- 1963 : Les Abysses de Nikos Papatakis
- 1965 : Évariste Galois d'Alexandre Astruc
- 1966 : L'Authentique Procès de Carl-Emmanuel Jung
- 1966 : Une balle au cœur de Jean-Daniel Pollet
- 1966 : La Religieuse de Jacques Rivette
- 1969 : More de Barbet Schroeder
- 1971 : Sing-Sing
- 1971 : Le Cochon aux patates douces
- 1971 : Maquillages
- 1972 : La Vallée de Barbet Schroeder
- 1973 : La Maman et la putain de Jean Eustache
- 1974 : Général Idi Amin Dada : Autoportrait de Barbet Schroeder
- 1974 : Out 1: Spectre
- 1976 : Maîtresse de Barbet Schroeder
- 1978 : Le Vent des amoureux d'Albert Lamorisse
- 1978 : On peut le dire sans se fâcher
- 1978 : Koko, le gorille qui parle de Barbet Schroeder
- 1982 : Le Retour de Martin Guerre de Daniel Vigne
- 1983 : L'Homme blessé de Patrice Chéreau
- 1984 : Tricheurs de Barbet Schroeder
- 1985 : Passage secret de Laurent Perrin
- 1986 : Pékin central de Camille de Casabianca
- 1988 : L'Autre Nuit de Jean-Pierre Limosin
- 1989 : Après la pluie de Camille de Casabianca
- 1989 : Les Deux Fragonard de Philippe Le Guay
- 1991 : Le Collier perdu de la colombe
- 1991 : Blanval de Michel Mees
- 1991 : Octavio de Camille de Casabianca
- 1992 : Nous deux d'Henri Graziani
- 1994 : Fado majeur et mineur de  Raoul Ruiz
- 1995 : L'Année Juliette de Philippe Le Guay
- 1996 : Tout ce qui brille (TV) de Géraldine Nakache et Hervé Mimran
- 1996 : Salut cousin ! de Merzak Allouache
- 1999 : Le Temps retrouvé de Raoul Ruiz